# Life hacking
Life hacking je termín označující jakýkoliv trik, zjednodušení či novátorskou metodu, které v jakýchkoliv aspektech života zvýší produktivitu a efektivitu. Pojem vznikl ze slov life (život) a hacker (všeobecně označení pro zvídavého jedince, který chce dopodrobna vědět, jak daná věc funguje a hledá její limity). Českým ekvivalentem je výraz „zlepšovák“ nebo „vychytávka“.

## Historie
V 80. letech 20. století začali počítačoví programátoři používat pojem life hacking, kterým popisovali triky, jejichž pomocí zvládali práci s velkým množstvím informací, které se na ně valily. Zpočátku šlo o zacházení s e-maily či data z RSS. Později se pojem rozšířil i mimo komunitu geeků i významově, nemusí již jít pouze o počítačové problémy a zahrnuje i triky, jak si usnadnit každodenní život. Tento termín zahrnuje i oblast 3D tisku, kdy si mohou jednotlivci vytvářet fyzické objekty užité povahy sobě na míru, aniž by se spoléhali na masovou produkci. S life hackingem souvisí fenomén quantified self, tedy měření různých každodenních činností a následná analýza naměřených dat, což má vést k lepšímu životu. Může být prováděna pomocí nositelné elektroniky a zaměřuje se například na analýzu času stráveného u počítače, počítání ušlých kroků a tepu či kvality spánku.

## Popularizace
Termín life hack začal používat v roce 2004 technologický novinář Danny O'Brien během O'Reilly Emerging Technology Conference v San Diegu, popisoval jím skripty a zkratky IT profesionálů, které používali při zpracování úkolů. O'Brien a blogger Merlin Mann o rok později na stejné konferenci otevřeli sekci nazvanou „Life Hacks Live“ a od února 2005 začali psát sloupky nazvané „Life Hacks“ do O'Reillyho magazínu Make.
American Dialect Society zvolila slovo lifehack (tehdy psáno jako jedno slovo) po pojmu podcast druhým nejužitečnějším slovem roku 2005. Termín life hack byl zařazen v červnu 2011 do Oxford Dictionaries Online.
V roce 2005 Leon Ho založil web Lifehack.org, o rok později založili čtyři vysokoškoláci stránku HackCollege.